# آنسالدو اس‌وی‌ای
آنسالدو اس‌وی‌ای (به انگلیسی: Ansaldo SVA) یک هواگرد از نوع شناسایی ساخت شرکت Gio. Ansaldo & C. است. هواگرد آنسالدو اس‌وی‌ای نخستین پروازش را در ۱۹۱۷ میلادی انجام داد. در مجموع، تعداد ۱٬۲۴۵ فروند از این هواگرد ساخته شده‌است.
طراح این هواگرد، Umberto Savoia and Rodolfo Verduzio بود.